# Сеницький Юрій Іванович
Юрій Іванович Сеницький (нар. 15 травня 1997, Вуглегірськ, Донецька область, Україна) — український футболіст, опорний півзахисник.

## Життєпис
Народився в Вуглегірську, Донецька область. Вихованець донецького «Шахтаря». З 2014 року виступав за «Шахтар U-19» (38 ігор, 5 голів) та «Шахтар U-21» (12 матчів). Також виступав за «Шахтар» в Юнацькій лізі УЄФА, в якій дебютував 10 грудня 2014 року в поєдинку проти «Порту». Юрій вийшов на поле в стартовому складі, а на 72-й хвилині його замінив Олександр Піхальонок. За два сезони в Юнацькій лізі УЄФА зіграв 7 матчів.
Наприкінці лютого 2017 року відправився в оренду до «Іллічівця», але одразу ж був переведений до другої команди «приазоців». На професіональному рівні дебютував 18 березня 2017 року в переможному (2:0) поєдинку 21-го туру Другої ліги України проти білоцерківського «Арсеналу-Київщини». Юрій вийшов на поле в стартовому складі та відіграв увесь матч. У весняно-літній частині сезону 2016/17 років зіграв у Другій лізі України 10 матчів, у 2 з яких виводив команду на поле з капітанською пов'язкою. Наприкінці червня 2018 року повернувся до «Шахтаря».
У середині липня 2018 року відправився в оренду до «Авангарда». У футболці краматорського колективу дебютував 21 липня 2018 року в переможному (4:2) виїзному поєдинку 1-го туру Першої ліги України проти петрівського «Інгульця». Сеницький вийшов на поле на 60-й хвилині, замінивши Микиту Полюляха. Першим голом у професіональному футболі відзначився 26 серпня 2018 року на 65-й хвилині переможного (6:0) домашнього поєдинку 6-го туру Першої ліги України проти «Сум». Юрій вийшов на поле в стартовому складі та відіграв увесь матч. На початку липня 2019 року підписав з клубом повноцінний контракт. На початку липня 2021 року, по завершенні терміну дії контракту, залишив Краматорськ, але незабаром після цього повернувся до команди.
Влітку 2022 року він перейшов у «Гірник-Спорт», проте вже в січні 2023 року залишив клуб, зігравши за клуб із Горішніх Плавнів лише 10 матчів.
2023 року недовго пограв за польський аматорський клуб «Ігрос» (Краснобруд), а у серпні став гравцем киргизького клубу «Алай». Вже 18 серпня в рамках 18-го туру національного чемпіонату проти «Абдиш-Ати» (2:1), українець відзначився своїм дебютним голом за клуб на 78-й хвилині, зрівнявши рахунок у матчі. Загалом до кінця сезону він зіграв 10 ігор у чемпіонаті і забив 2 голи, ставши віцечемпіоном Киргизстану.
У січні 2024 року перейшов у інший місцевий клуб «Дордой».